# Миланес, Пабло
Па́бло Милане́с А́риас (исп. Pablo Milanés Arias; 24 февраля 1943, Баямо — 22 ноября 2022[…], Мадрид) — кубинский композитор, поэт, гитарист и певец, один из основателей (наряду с Сильвио Родригесом и Ноэлем Николой) кубинского музыкального движения «нуэва трова». Окончил Гаванскую консерваторию.

## Биография
Начинал как исполнитель песен в стиле feeling. В дальнейшем работал в разных музыкальных стилях, как традиционных для кубинской музыки, так и современных. Среди его самых известных песен можно назвать Pobre del cantor, Hombre que vas creciendo, Yo pisaré las calles nuevamente, Yolanda, Yo no te pido, Para vivir, El breve espacio en que no estás, Yo me quedo, Años.
Пабло Миланес участвовал в совместных проектах с такими артистами, как Сильвио Родригес, Шико Буарке, Ана Белен, Хоакин Сабина, Мерседес Соса, Сара Гонсалес и др.

## Дискография
- Versos sencillos de José Martí (1973)
- Canta a Nicolás Guillén (1975)
- La vida no vale nada (1976)
- No me pidas (1977)
- El guerrero (1979)
- Aniversarios (1979)
- Filin 1 (1982)
- Acto de fe (1982)
- Querido Pablo (1985)
- Comienzo y final de una verde mañana (1985)
- Buenos días, América (1987)
- Proposiciones (1988)
- Filin 2 (1989)
- Filin 3 (1989)
- Identidad (1990)
- Canto de la abuela (1991)
- Filin 4 (1991)
- Filin 5 (1991)
- Canta boleros en Tropicana (1994)
- Evolución (1994)
- Orígenes (1994)
- Plegaria (1995)
- Despertar (1997)
- Vengo naciendo (1998)
- Días de gloria (2000)
- Live from New York City (2000)
- Pablo Querido (2002)
- Como un campo de maíz (2005)
- Regalo (2008)
- Filin 6 (2008)